# Catedral en Español
Catedral en Español é o oitavo álbum de estúdio da banda brasileira de rock cristão Catedral, lançado em 1998 pela gravadora MK Music. A obra é direcionada ao mercado latino, tendo seis regravações em espanhol e três na língua inglesa.
Apesar de ter alcançado uma alta vendagem e uma popularidade na Argentina, o trabalho deixou de ser distribuído em meados de 2001 por opção da MK Music após o início de uma briga judicial entre a banda e a gravadora.

## Faixas
1. "Terra de Nadie"
2. "Eterno"
3. "Hoy"
4. "Contra todo Mal"
5. "És tan Normal ser feliz"
6. "Un Nuevo tiempo"
7. "In the neighborhood"
8. "Time for everything"
9. "When the summer comes"

## Ficha técnica
- Kim: Vocais
- Júlio Cesar: Baixo
- José Cezar Motta: Guitarra base e solo
- Eliaquim Guilherme Morgado: Bateria